# 趙徳勝
趙 徳勝（ちょう とくしょう、1325年 - 1363年）は、元末の軍人。濠州（現在の安徽省鳳陽県）の人。朱元璋に仕えて、彼の勢力拡大に貢献した。

## 生涯
| 姓名         | 趙徳勝                                                          |
| 画像         |                                                                 |
| 時代         | 元代                                                            |
| 生没年       | 1325年（泰定2年） - 1363年（至正27年）                          |
| 字・別名     | -                                                               |
| 本貫・出身地 | 濠州                                                            |
| 職官         | 総管府先鋒→領軍先鋒→中翼左副元帥 →後翼統軍元帥→僉江南行枢密院事 |
| 爵位         | 梁国公（明）                                                    |
| 諡号         | 武桓（明）                                                      |
| 陣営・所属   | 王忙哥→朱元璋                                                   |
| 家族・一族   | -                                                               |

馬槊の使い手で、戦いでは常に先頭をきっていた。
剛直で猛々しい性格で、厳粛に将兵を統率していた。読書はしなかったが、臨機応変に事を処し、その動きは古の法に合致していた。平素は友人に対して、修士のように接していた。
義兵を率い、元の王忙哥の麾下に属していた。朱元璋が滁州を攻略したとき、趙徳勝は母親を軍中に置き、妻を捨てて臣従した。朱元璋はこれを喜び、名を与えた。帳前先鋒となり、鉄仏岡攻略に参加し、三汊河を攻めた。張家寨を破り、全椒を攻略した。
1354年10月、六合の戦いで流れ矢に当たり、重傷を負った。鶏籠山で敵軍を破り、烏江を攻略した。
1355年1月、和州・含山を攻略した。陳埜先の陣を急襲し、板門を抜いて、二つの塞を落とし、儀真を攻略した。この功で総管府先鋒を授かった。6月、渡江し、太平・蕪湖・句容・溧水・溧陽の攻略全てに功があった。
1356年2月、常遇春に従い、蛮子海牙を采石で破り、陳兆先の陣営を方山で破り、3月、集慶を攻略した。このときの功績は最も大きかった。徐達に従い、鎮江を攻略し、苗軍の水寨を破った。
1357年、丹陽・金壇を攻略した。4月、寧国を攻略した。6月、江陰を攻略し、7月、先鋒として常熟を攻め、張士徳を捕らえた。
1359年2月、湖州を攻略した。3月、宜興が叛いたので、兵を還して、これを鎮圧した。中翼左副元帥に進んだ。
1360年5月、陳友諒が龍江に侵攻した。趙徳勝は朱元璋に属して、龍江の第一関である虎口城を守った。陳友諒軍が至り、趙徳勝は力戦して、これを防いだ。伏兵の攻撃により、陳友諒は大敗した。勢いに乗り、太平を回復した。銅陵の臨山寨・黄山橋・馬馱沙を攻略した。高郵の攻略では、功を挙げて、後翼統軍元帥に進んだ。
1361年8月、朱元璋の西征に参加し、安慶の水寨を破り、風に乗って、小孤山を遡った。九江まで五里の所まで迫り、陳友諒はこれを知って、倉皇逃れた。黄梅・広済が降り、瑞昌・清江・吉安を攻略し、安慶へ帰還した。11月、撫州・新淦を攻略した。12月、九江を攻略した。
1362年4月、南昌が叛くと、これを回復させたが、火砲により肩を負傷した。僉江南行枢密院事に進んだ。5月、朱文正・鄧愈と共に南昌を守った。10月、羅友賢を破り、池州を平定した。陳友諒の将を西山で破った。12月、清江・吉安・撫州を回復した。
1363年4月、陳友諒は大軍を率いて、洪都府を囲んだ。趙徳勝の率いる兵は数千であったが、城を出て戦った。陳友諒の将を射殺し、敵軍を大いに怯ませた。次の日、陳友諒軍は洪都府を幾重にも囲み、陳友諒自身が督戦した。昼夜分かたず攻め立て、城壁は破壊されたが、趙徳勝は諸将と共に必死の防戦を続けた。戦闘ごとに城壁を築き、城壁を復旧させた。暗くなっても、城楼に座って士卒を指揮した。6月、腰に弩を受け、鏃は六寸も入り込んでいた。これを引き抜き「我は堅強な歳から従軍し、たびたび矢石で傷ついてきた。死ぬことに恨みはしないが、中原を掃き清められないのが恨めしい」と嘆じたのち、39歳で亡くなった。
梁国公を贈られ、武桓と諡された。功臣廟、太祖廟に祀られた。また、豫章に忠臣廟が立てられ、趙徳勝は筆頭として祀られた。